# GNU IceCat
GNU IceCat, voorheen GNU IceWeasel, is een webbrowser uitgegeven door het GNU Project. IceCat, dat volledig is gemaakt van vrije software (inclusief add-ons), is een vertakking van Mozilla Firefox.
De bedoeling van GNU is om een versie van Mozilla Firefox aan te bieden die constant dezelfde basisbroncode gebruikt, zonder eender welke vorm van propriëtaire code of plug-ins die worden gebruikt door Mozilla Corporation. De reden hiervoor is dat 'free software' advocaten deze delen als "niet vrij" worden beoordeeld (de binaries gebruiken 'niet-vrije' software, oftewel closed-source-code).

## Functies
Het voordeel van GNU IceCat is dat het volledig vrije software is. De verschillen met de officiële Firefox-release zijn:
- Bestaat enkel uit vrije software
  - Vervangt alle propriëtaire code door "vrije code".
  - Vervangt Mozilla Talkback, het crashrapporteringssysteem.
  - Gebruikt een plug-inzoeker die enkel vrije plugins ondersteunt.
- Voegt privacyfuncties toe
  - Het blokkeert cookies die worden aangemaakt door zogenoemde lege (0 bytes) afbeeldingen. IceCat zal cookies van alle sites blokkeren die deze techniek toepassen.
  - Wanneer er een verwijzing gebeurt naar een andere site met een verschillende hostname, dan zal IceCat een waarschuwing geven.

## Geschiedenis
Het GNUzilla-project gebruikte in augustus 2005 de naam IceWeasel om een compleet vrije distributie van Firefox te ontwikkelen. De eerste versie was gebaseerd op de broncode van Firefox 1.5.0.4. Op 23 september 2007 echter, kondigde een van de ontwikkelaars op de officiële GNUzilla mailinglijst aan dat de volgende release de naam IceCat zou dragen omdat Debian de naam IceWeasel al eerder gebruikte, voordat er van GNUzilla IceWeasel nog maar sprake was. Om verwarring te vermijden en om aan te duiden dat beide projecten los van elkaar staan, werd de naam veranderd naar IceCat.

## Distributie
IceCat is beschikbaar als gratis download voor computers met een 32-bit i386-architectuur. Zowel de gecompileerde versie als de broncode is beschikbaar, maar op dit ogenblik enkel voor Linux.

## Licentie
IceCat is beschikbaar onder de Mozilla Public License/General Public License/Lesser General Public License-licenties die Mozilla ook gebruikt. In tegenstelling tot Mozilla zijn de standaardiconen van IceCat onder dezelfde licenties als hierboven staan.